# 本村直樹
本村 直樹（ほんむら なおき、1978年4月1日 - ）は、地方競馬の大井競馬場高岩孝敏厩舎所属の騎手である。勝負服の柄は胴赤・胴袖黄二本輪、袖緑。福井県出身、血液型A型。

## 来歴
庄子連兵厩舎から騎手デビュー。1997年6月19日初騎乗。同年6月22日初勝利。
2000年7月1日付けで庄子連兵厩舎から五百藏幸雄厩舎に所属変更。その後再び庄子連兵厩舎所属となった。
2006年7月17日から10月6日まで青木達彦厩舎所属として笠松競馬場で期間限定騎乗を行った。期間最終日当日の最終競走には頑張れ本村直樹という本人の名前が冠された競走が実施された。
2013年2月28日付けで庄子連兵厩舎から高岩孝敏厩舎に所属変更。
地方通算成績は1545戦57勝・2着76回・3着107回・勝率3.7%・連対率8.6%（2010年5月12日現在）